# Jánosháza
Jánosháza là một làng thuộc hạt Vas, Hungary. Làng này có diện tích 23,41 km², dân số năm 2010 là 2445 người, mật độ 104 người/km².